# AFI's 100 Years of Film Scores
L'AFI's 100 Years of Film Scores è una lista che fa parte delle AFI 100 Years... series, stilate annualmente dall'American Film Institute a partire dal 1998, che comprende le 25 colonne sonore più belle del cinema statunitense. È stata resa pubblica nel 2005 in uno special televisivo della CBS.

## La lista
1. Guerre stellari (Star Wars) (1977) - John Williams
2. Via col vento (Gone With the Wind) (1939) - Max Steiner
3. Lawrence d'Arabia (Lawrence of Arabia) (1962) - Maurice Jarre
4. Psyco (Psycho) (1960) - Bernard Herrmann
5. Il padrino (The Godfather) (1972) - Nino Rota
6. Lo squalo (Jaws) (1975) - John Williams
7. Vertigine (Laura) (1944) - David Raksin
8. I magnifici sette (The Magnificent Seven) (1960) - Elmer Bernstein
9. Chinatown (Chinatown) (1974) - Jerry Goldsmith
10. Mezzogiorno di fuoco (High Noon) (1952) - Dimitri Tiomkin
11. La leggenda di Robin Hood (The Adventures of Robin Hood) (1938) - Erich Wolfgang Korngold
12. La donna che visse due volte (Vertigo) (1958) - Bernard Herrmann
13. King Kong (King Kong) (1933) - Max Steiner
14. E.T. l'extra-terrestre (E.T. the Extra-Terrestrial) (1982) -  John Williams
15. La mia Africa (Out of Africa) (1985) - John Barry
16. Viale del tramonto (Sunset Boulevard) (1950) - Franz Waxman
17. Il buio oltre la siepe (To Kill a Mockingbird) (1962) - Elmer Bernstein
18. Il pianeta delle scimmie (Planet of the Apes) (1968) - Jerry Goldsmith
19. Un tram che si chiama Desiderio (A Streetcar Named Desire) (1951) - Alex North
20. La Pantera Rosa (The Pink Panther) (1964) - Henry Mancini
21. Ben-Hur (Ben-Hur) (1959) - Miklós Rózsa
22. Fronte del porto (On the Waterfront) (1954) - Leonard Bernstein
23. Mission (The Mission) (1986) - Ennio Morricone
24. Sul lago dorato (On Golden Pond) (1981) - Dave Grusin
25. La conquista del West (How the West Was Won) (1962) - Alfred Newman

## Caratteristiche della lista
- John Williams è il compositore più rappresentato, con tre titoli, di cui due nei primi dieci.
- Bernard Herrmann, Max Steiner, Elmer Bernstein e Jerry Goldsmith figurano nella lista con due titoli ognuno.
- Gli unici compositori italiani presenti sono Ennio Morricone e Nino Rota.
- Gli anni più rappresentati sono il 1962, con tre titoli, e il 1960, con due.
- Tra le venticinque colonne sonore, solo nove hanno vinto l'Oscar alla migliore colonna sonora.